# Yakarawakta
Gli Yakarawakta  sono un gruppo etnico del Brasile con una popolazione stimata in 20-30 individui.

## Lingua
Parlano l'idioma degli Uru-Eu-Wau-Wau, ed è una lingua che appartiene alle lingue tupi-guaraní. Probabilmente sono un sottogruppo degli Apiaká.

## Insediamenti
Vivono isolati all'interno della foresta nel Mato Grosso, tra i fiumi Aripuanã e Juruena.